# Васин, Коля
Никола́й Ива́нович Ва́син (24 августа 1945, Ленинград — 29 августа 2018, Санкт-Петербург), более известный как Ко́ля Ва́син — советский и российский коллекционер, писатель-историограф, создатель крупнейшего в стране музея группы «The Beatles», учредитель «Храма любви, мира и музыки имени Джона Леннона», важная фигура в среде петербургского рок-н-ролла.

## Биография

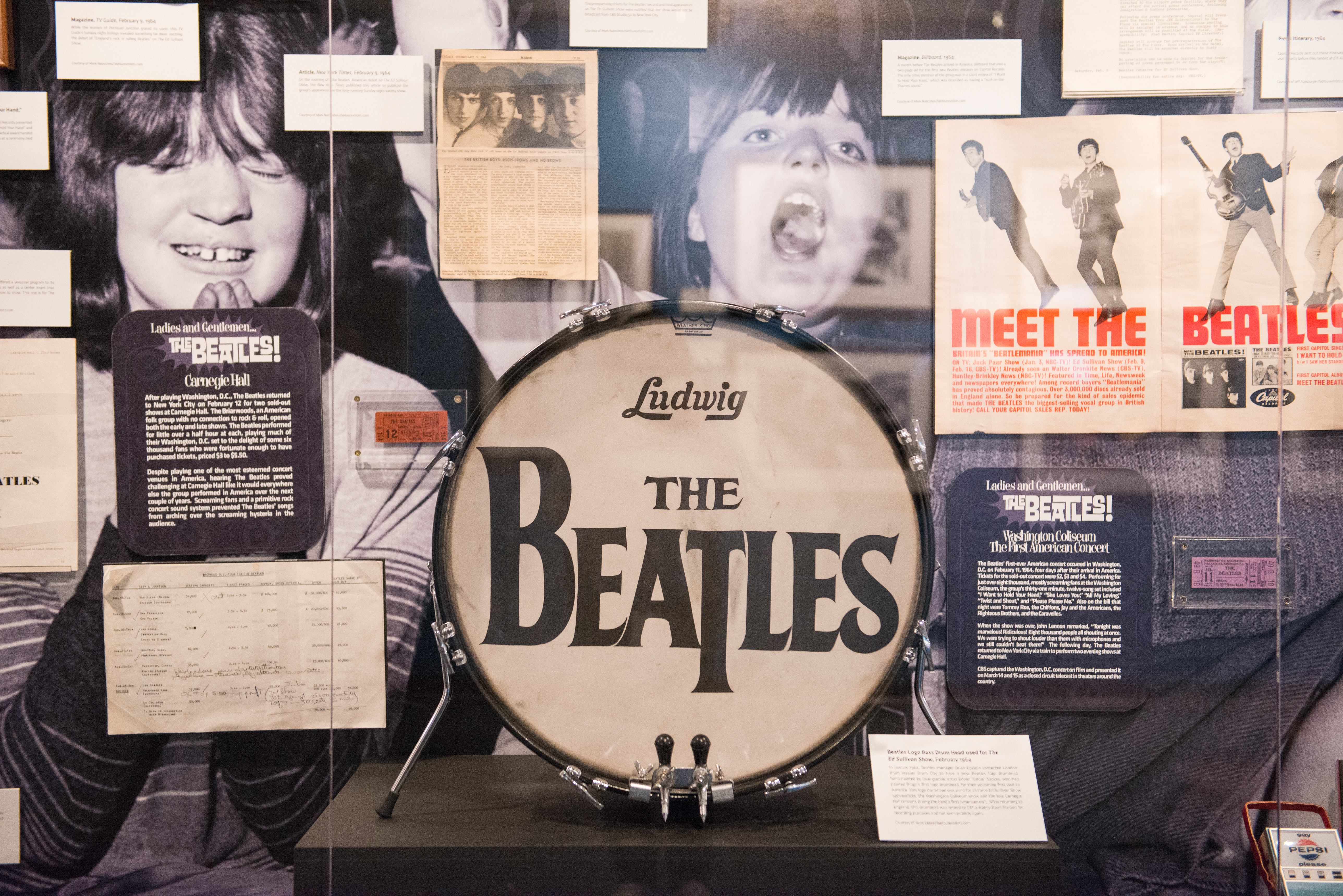
Артефакты «Битлз»

В 1964 году стал сильно увлекаться группой The Beatles и в 1966 году, после выхода альбома Revolver, переоборудовал свою квартиру в музей, впоследствии получивший неофициальное название «Yellow Submarine» (в честь одноимённой песни).
По легенде, Коля Васин являлся обладателем концертного альбома Live Peace in Toronto 1969, подписанного самим Джоном Ленноном.
В 1970 году он решил поздравить музыканта с тридцатилетием и отправил ему телеграмму. Якобы по случайному стечению обстоятельств Леннон решил отправить своему почитателю пластинку с автографом. В своём окружении Васина иронично именовали единственным человеком в стране, который переписывался с Джоном Ленноном.
В апреле 1971 года Васин предпринял попытку создания первой в Советском Союзе ассоциации рок-музыкантов, но организация развалилась после того, как одного из её учредителей арестовали и посадили в тюрьму. С подачи Николая Васина в Ленинграде проводились концерты в честь дней рождения участников группы «Битлз», в которых принимали участие известные музыканты, в числе которых «Аквариум», Юрий Ильченко, Геннадий Зайцев, Ольга Першина и Наталья Васильева. Первым подобным мероприятием стал концерт в честь дня рождения Джорджа Харрисона. В 1977 году принимал участие в редактировании подпольного журнала «Рокси», является автором многих его статей.
В марте 1981 года стал обладателем членского билета № 1 Ленинградского рок-клуба.
Начиная с 1989 года много путешествовал по США и Великобритании, общался с исследователями творчества «Битлз» по всему миру. К примеру, в одной из первых своих поездок Васин познакомился с Аланом Уильямсом, первым менеджером группы, который после этого стал приезжать в Россию на празднования дней рождения «битлов». Некоторое время Васин занимался популяризацией музыки Элвиса Пресли, потому что тот оказал на «Beatles» очень большое влияние.
С 1990 года Васин пропагандировал строительство в Ленинграде, затем в Санкт-Петербурге «Храма любви, мира и музыки имени Джона Леннона». Эта, на первый взгляд, абсурдная идея получила большую поддержку и возымела много поклонников — городскими властями под храм даже была выделена территория, в устье реки Смоленки на Васильевском острове (при условии, что все технические вопросы Васин будет решать сам). 19 января 1992 года он стал президентом Комитета по сооружению храма, который ныне зарегистрирован в городской мэрии как общественная организация. На Пушкинской, 10 был открыт Фонд «Свободная культура», целью которого стали сбор средств на постройку храма и другие мероприятия по увековечиванию группы «Битлз» в Санкт-Петербурге.
Коля Васин отрицал факт смерти Джона Леннона, утверждая, что тот живёт в одном из монастырей Италии.
В 2007 году вышла в свет его книга «Рок на русских костях», в которой подробно рассказывается о влиянии группы «Битлз» на советских музыкантов и о становлении под этим влиянием русского рока. Материалы для книги собирались автором на протяжении всей жизни, ещё с 1964 года.
29 августа 2018 года Николай Васин совершил самоубийство, бросившись с третьего этажа в торговом комплексе «Галерея». Вероятно, эта дата была выбрана потому, что последний живой концерт The Beatles состоялся 29 августа 1966 года в Candlestick Park в Сан-Франциско, Калифорния. Основатель музея «Реалии русского рока» Владимир Рекшан, некогда занимавший пост вице-президента комитета по созданию храма, в беседе с корреспондентом интернет-издания Фонтанка.ру сообщил, что умерший оставил предсмертную записку со словами о «невозможности жить в стране, где никто не поддерживает дело храма Джона Леннона». Похоронен на Пороховском кладбище.

## Музей Битлз
В 2019 году в Санкт-Петербурге открылся музей-квартира Битлз. Музей одновременно служил и местом бывшего проживания основателя экспозиции Коли Васина. Любой человек мог зайти в гости и получить запись любого альбома группы. За такую благодарность люди приносили в музей-квартиру различные вещи и экспонаты, связанные с ливерпульской четверкой. После трагической смерти Коли Васина в 2018 году Совет Арт-центра «Пушкинская, 10» совместно с наследниками Николая приняли решение передать помещение музея сообществу Праздник музыки Битлз Санкт-Петербурга, которые по нынешний день бережно хранят экспонаты, находящиеся в Музее, а также постоянно пополняют музей новыми экспонатами.
Сейчас в музее насчитывается около 11000 экспонатов: огромное количество дисков и пластинок с музыкой Битлз и сольного творчества членов группы; книги, справочники Битлз, а также экспонаты, сделанные самим Колей Васиным; меморабилия не только ливерпульской четвёрки, но и творчества людей, любящих Битлз — это и картины, сувениры, книги, справочники и многое другое.
За годы жизни Коля Васин собрал автографы Джона Леннона, Йоко Оно, Ринго Старра, Пола Маккартни и Оливии Харрисон. Также в музее есть автографы Пита Беста, Тони Шеридана, Фреды Келли, Аллана Виллиамса, Клауса Вурмана, Сэма Лича и многих других.

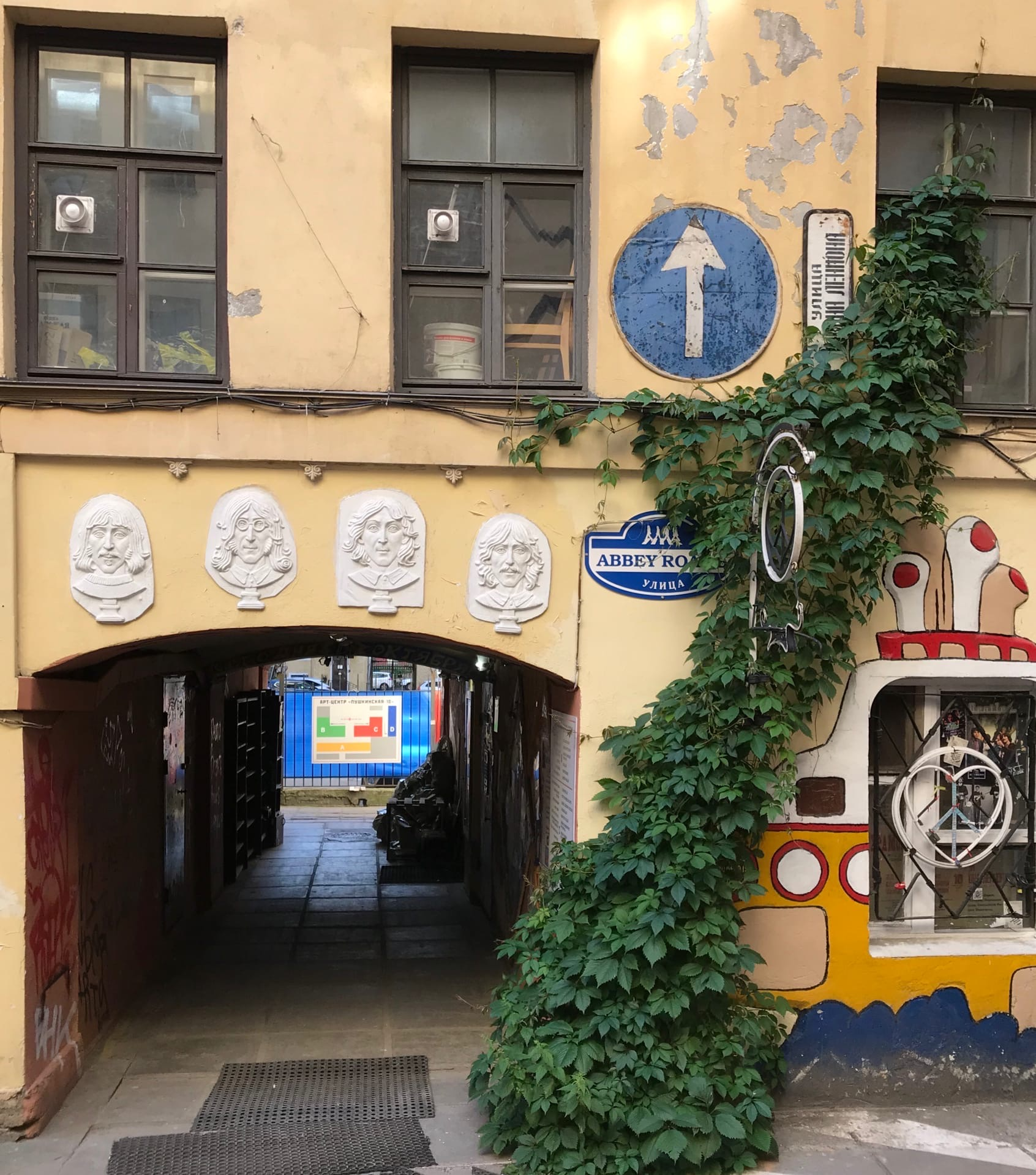
Улица Джона Леннона

5 октября 2019 года прямо возле музея в честь пятидесятилетнего юбилея выхода последнего альбома Битлз открыта улица «Abbеy Roadъ». На конце слова «Road» не случайно стоит твердый знак, он отличает улицу от её английского оригинала.
Также на стене, расположенной в конце улицы, Битлы идут в противоположную сторону: на обложке альбома музыканты уходят из студии, в которой были записаны большинство их шедевров, а на стене они возвращаются обратно, для нового творчества.
Ленту на открытии второй битловской улицы разрезали именитые деятели культуры Санкт Петербурга и Москвы.

## Оценки деятельности
С Колей Васиным я знаком давно. Я встречал его в кинотеатрах, где показывали фильмы про «Beatles», я встречал его в Ливерпуле, даже у себя дома встречал. Коля очень счастливый человек. Может быть, самый счастливый из всех, кого я знаю. Он создал свой мир, свою планету, на которой живёт припеваючи. Его можно назвать городским сумасшедшим, но он же не делает никому ничего плохого, просто слушает целыми днями «Beatles», мечтая построить храм Джона Леннона. И всё, что ему нужно, — это их музыка и любовь, которую он в ней находит. Его не интересует наш материальный мир.— Михаил Боярский

Только из советского общества могло вырасти такое неповторимое явление, как Николай Васин. В других странах, с другим типом экономики ничего подобного возникнуть не может. Только в России появляются такие люди, как протопоп Аввакум или Николай Васин. Без него вся эта «Битлз»-история потеряет то харизматическое напряжение, которое она отчасти имела… Коля, несомненно, носитель религиозного сознания. «Битлз» любят многие, и я их с юности люблю, но у него не просто любовь — это перенос чего-то гораздо большего на личность Джона Леннона и всех остальных. — Владимир Рекшан

То, что Коля выплеснул этим своим поступком, практически перечеркнуло все, что он делал всю жизнь. Я имею в виду, что «Битлз» и их чудесная музыка не подразумевают такого поступка. Говорю это не потому, что осуждаю Колю, просто я так думаю. Мне показывали копию его предсмертной записки. Одна из причин, почему он убил себя — то, что никто не поддержал его идею строительства «храма любви». Всерьез рассчитывать на то, что кто-то из чиновников ее поддержит, было, наверное, наивно. Но в этом и был весь Коля Васин. Он был идеалистом. Он мечтал построить огромный небоскреб, который бы возвышался над всем Питером. Я думаю, все понимали, что это никогда не произойдет — кроме Николая.
У Коли не было семьи, только племянник. Я не помню, чтобы видел его с женщиной. Но он вряд ли грустил из-за этого. Всю жизнь Николай занимался практически только музыкой «Битлз» и ее пропагандой, проводил вечера и концерты в честь дней рождения участников группы. Правда, я и остальные его приятели, которые в молодости всегда приходили на эти вечера, уже не так молоды. Постепенно к нему стало приходить меньше людей. Его это расстраивало.

Когда-то раньше он работал художником, но в последнее время нигде не работал, посвящал всего себя своему увлечению. Для многих людей он был гуру, которого почитали и уважали. Такого человека, как он, больше не было нигде — ни в России, ни в Советском Союзе. Он посвятил «Битлз» около 60 лет своей жизни.— Анатолий Гуницкий

## Дискография
- Андрей Макаревич. Запись у Коли Васина (1978)

## Фильмы
- «NOWHERE MANЪ» (Коля Васин)[15] — фильм Сергея Мирова